# Ronny Rosenthal
Ronny Rosenthal   (Haifa, 4 d'octubre de 1963) és un exfutbolista israelià de les dècades de 1980 i 1990.
Fou 60 cops internacional amb la selecció israeliana.
Pel que fa a clubs, defensà els colors de Club Brugge, Standard Liège, Liverpool i Tottenham Hotspur.